# 陳應魁 (乾隆舉人)
陳應魁（1733年—？年），字挺夫，號鰲麓。廣東省廣州府順德縣人，乾隆二十四年（1759年）己卯科舉人，乾隆五十一年（1786年）任四川達州直隸州太平縣知縣，乾隆五十六年（1791年）任四川鄰水縣知縣。曾為鄰水舉人曾元泰題座『士林矜式』，又曾增修火神廟。曾赴鹿鳴宴。